# Artūras Karnišovas
Artūras Karnišovas (Klaipėda, 27 aprile 1971) è un dirigente sportivo ed ex cestista lituano, fino al 1991 sovietico.

## Carriera

### Giocatore

#### Club
Si mise in luce negli Stati Uniti, giocando tra il 1990 al 1994 nella squadra di basket della Seton Hall University, nell'NCAA. Terminata l'università approdò in Europa al Pitch Cholet, squadra francese, ma il salto di qualità avvenne l'anno successivo quando passò al Barcellona, e subito al primo anno contribuì alla vittoria della Liga ACB, e al raggiungimento della finale dell'Eurolega persa contro il Panathinaikos, per un solo punto, 67-66.
L'anno successivo per Karnišovas e i blaugrana fu la fotocopia del precedente: infatti la squadra catalana bissò il successo nella Liga ACB, ma perse per il secondo anno di fila la finale di Eurolega, ancora contro una squadra greca, in quel caso l'Olympiakos.
E fu proprio la squadra del Pireo in cui militò nel 1997-98.

Karnišovas alla Fortitudo nel 1997-98

Trasferitosi in Italia, alla Fortitudo Bologna di Carlton Myers e Gregor Fučka, durante la stagione 1998-99 la squadra di Bologna venne sconfitta in semifinale play-off dalla Benetton Treviso guidata in campo da Henry Williams e in panchina da Željko Obradović. La partita decisiva, a Bologna, si concluse con la stoppata di Denis Marconato, proprio su Karnišovas, che sancì il punteggio di 62-63 in favore dei veneti. La stagione successiva la Fortitudo vinse lo scudetto battendo in finale la Benetton; Karnišovas non giocò le partite contro i trevigiani perché infortunato, ma diede una grande mano nella serie di semifinale contro la Müller Verona del talento americano Louis Bullock. L'esperienza del lituano a Bologna si concluse dopo lo scudetto. Le medie di Karnišovas durante il periodo sotto le due torri recitano: 15,8 punti, 4,2 rimbalzi, 1,1 assist, 64% al tiro da due e 44,3% al tiro da tre.
I due anni successivi furono gli ultimi della carriera da giocatore: tornò infatti a Barcellona per chiudere una carriera ricca di successi.

#### Nazionale
Sicuramente uno dei più forti talenti degli anni 90, Karnišovas si distingueva per le straordinarie doti di realizzatore e per l'intelligenza cestistica, dote che oltre a lui possedevano giocatori come Štombergas, Sabonis e Marčiulionis che assieme a Karnišovas e a molti altri campioni hanno contribuito alle vittorie dei bronzi olimpici del 1992 e del 1996, oltre all'argento europeo ad EuroBasket 1995.

### Dirigente
Dopo aver lavorato per l'ufficio operativo della NBA dal 2003 al 2008 ed essere successivamente stato scout internazionale degli Houston Rockets per cinque anni, il 16 luglio 2013 Karnišovas divenne vicedirettore generale dei Denver Nuggets. Il 15 giugno 2017 venne promosso a direttore generale.
Il 13 aprile 2020, Karnišovas divenne ufficialmente il vicepresidente esecutivo dei Chicago Bulls.

## Palmarès
- Campionato spagnolo: 3

Barcellona: 1995-96, 1996-97, 2000-01
- Liga catalana: 2

Barcellona: 1995, 2001
- Copa del Rey: 1

Barcelona: 2001
- Campionato italiano: 1

Fortitudo Bologna: 1999-2000
- Supercoppa italiana: 1

Fortitudo Bologna: 1998